# 朱景梓
朱景梓（1910年—1986年），又名朱荫桥，男，山东淄博人，中华人民共和国机械学家，曾任中国民主同盟山西省委员会副主任委员，山西省政协副主席，太原工学院副院长，中国机械工程学会第三届常务理事。